# Recoil (Band)
Recoil ist ein musikalisches Soloprojekt des ehemaligen Depeche-Mode-Mitgliedes Alan Wilder.

## Geschichte
Bereits seit den frühen 1980er Jahren probierte sich Wilder neben der Arbeit bei Depeche Mode auch an eigenen Produktionen. Als Daniel Miller, Chef des Bandlabels Mute, einige Demo-Aufnahmen hörte, bot er Wilder an, diese neu zu produzieren und unter einem Pseudonym zu veröffentlichen. Im August 1986 erschien schließlich 1+2, eine aus zwei Tracks bestehende EP. 1988 folgte Hydrology, das in der CD- und Kassettenversion zusammen mit 1+2 als Hydrology plus 1+2 erschien.
Nachdem das erste Album im Wesentlichen aus Samples von Depeche-Mode-Songs bestand und das zweite keine klassische Songstruktur bildete, nutzte Wilder die Pause nach Depeche Modes World Violation Tour, um sich intensiver mit eigenem Material zu beschäftigen. Für das mit sieben Songs erste vollwertige Recoil-Album Bloodline, erschienen 1992, holte er sich Gastsänger ins Studio. Das Alex-Harvey-Cover „Faith Healer“ sang Douglas McCarthy, Sänger der Band Nitzer Ebb, während Toni Halliday von Curve bei „Edge to Life“ und „Bloodline“ mitwirkte und Moby auf „Curse“ rappte. „Faith Healer“ bildete darüber hinaus die erste Single von Recoil.
Auch bei dem 1997 erschienenen vierten Recoil-Album Unsound Methods kooperierte Wilder mit anderen Musikern, darunter erneut Douglas McCarthy sowie Wilders Ehefrau Hepzibah Sessa. Wilder produzierte Unsound Methods, das erste Album nach seinem Ausstieg bei Depeche Mode, in seinem privaten Studio „The Thin Line“. Dort entstand auch der Nachfolger Liquid, der 2000 erschien und auf dem Wilder sein Gastsänger-Konzept fortsetzte. Diesmal unterstützten ihn unter anderem Diamanda Galás, Nicole Blackman und das Golden Gate Jubilee Quartet.
Nach Liquid wurde es längere Zeit ruhig um Recoil, bis Wilder im September 2006 ein neues Album ankündigte. Bei subHuman, das im Juli 2007 erschien, wirkten der Blues-Musiker Joe Richardson und die Sängerin Carla Trevaskis mit.
Am 16. April 2010 erschien das Best-of-Album Selected, für das Alan Wilder 14 Songs aus den bisherigen Recoil-Alben ausgewählt und neu gemastert hat. Im Anschluss ging Wilder mit seinem Projekt auf Tour. Von den insgesamt 52 Selected Events wurde das Konzert in Budapest vom 4. Dezember 2010 mitgeschnitten und im Juli 2012 unter dem Titel A Strange Hour in Budapest ausschließlich auf Blu-Ray veröffentlicht.

## Diskografie

### Alben
- 1+2 – August 1986
- Hydrology – Januar 1988 (MC- und CD-Version inkl. 1+2)
- Bloodline – April 1992
- Unsound Methods – Oktober 1997
- Liquid – März 2000
- subHuman – Juli 2007
- Selected – April 2010

### Singles
- Faith Healer – März 1992
- Drifting – Oktober 1997
- Stalker / Missing Piece – März 1998
- Strange Hours – April 2000
- Jezebel – September 2000
- Prey – Juni 2007
- Prey / Allelujah – Februar 2008
- Want – Oktober 2010

### Blu-Ray
- A Strange Hour in Budapest – Juli 2012